# Miguel da Silva
Miguel da Silva (Évora, c. 1480 – Roma, 5 de Junho de 1556), foi um nobre português do século XVI, embaixador em Roma, Bispo de Viseu (em 1526) e Cardeal da Igreja Católica Romana (em 1539). Ficou conhecido na historiografia com a antonomásia com que o nomeavam ainda em vida: Cardeal de Viseu. Era filho do 1.º Conde de Portalegre, figura proeminente da corte de D. Manuel I, e de sua esposa D. Maria de Ayala. Afamado pela sua cultura clássica e pelo seu domínio das línguas antigas, foi amigo pessoal do pintor Rafael e Baldassare Castiglione dedica-lhe a sua obra-prima O Cortesão.

## Vida
Demonstrando desde cedo dotes intelectuais notáveis, foi destinado por seu pai à carreira eclesiástica; não sendo por certo factor estranho à decisão a grande devoção religiosa da família, que contava com os exemplos dos tios de D. Miguel: Santa Beatriz da Silva e Beato Amadeu da Silva. Obteve de D. Manuel I uma bolsa de estudos que lhe permitiu rumar a França em 1500 para frequentar os estudos de humanidades e teologia na famigerada Universidade de Paris.
A sua formação como humanista foi moldada por mais de uma década em Paris (de 1500 a 1514), com estadias em Siena e Bolonha. Proeminente figura da Alta Renascença, foi um celebrado conhecedor de Latim e Grego e mecenas das artes. Reflectindo a ascensão da sua família na corte em Lisboa, foi nomeado por D. Manuel I embaixador em Roma, rendendo o Doutor João de Faria. Revelou-se um agente da completa confiança de D. Manuel I. Continuou no cargo após a morte deste em 1521, embora as relações entre o embaixador e o novo monarca não fossem tão calorosas.
Regressou a Lisboa contrariado e por ordem de D. João III em 1525, após uma ausência de um quarto de século. Recebido com frieza na corte, foi, não obstante, cumulado de mercês devido à influência do seu irmão - o 2.º Conde de Portalegre e Mordomo-mor - e à própria intercessão do Papa Clemente VII. Ademais, o Papa fê-lo Bispo de Viseu logo em 1526. Tendo sido nomeado membro do Conselho Real e escrivão da puridade, a sua importância na corte nunca foi, contudo, notável: quer devido à animosidade do jovem rei D. João III, quer pela manipulação da cúria régia pelo clã dos Alcáçovas Carneiro. Permaneceria em Portugal durante 15 anos até 1540.
O seu desvalimento junto de D. João III resultou de um contínuo acumular de tensões e crispações: o seu papel no terceiro matrimónio de seu pai, em 1518, com Leonor d'Áustria, que estava prometida ao próprio D. João; a intenção de Leão X de fazê-lo cardeal ainda em 1521; a oposição de D. Miguel à causa amada de D. João III, a entrada da Inquisição em Portugal (o que veio a ocorrer em 1531); a recusa do Rei a deixá-lo participar no Concílio de Mântua (convocado em 1537, mas que seria adiado até 1545, altura em que ocorreu em Trento, Alemanha); a recusa de Paulo III em nomear o Infante D. Henrique cardeal, mas concedendo do barrete cardinalício ao próprio D. Miguel em 1539; culminando em 1540 com a recusa do pontífice em reconhecer D. Henrique como administrador do Mosteiro de Alcobaça, após a morte do seu irmão o Infante Cardeal D. Afonso.
Vendo a sua posição deteriorar-se rapidamente, foge para Itália em 1540, escapando por uma questão de horas a uma ordem régia de prisão. Em Roma recebeu-o calorosamente o Papa Paulo III. O seu cardinalato foi oficializado em 1541 (pois em 1539 tinha sido concedido in pectore). Enquanto cardeal o seu titulus mudou várias vezes até se estabelecer no de Santa Maria Trastevere em 1553. Paulo III fê-lo ainda Bispo e administrador da cidade de Massa Marittima, na Toscana, em 1539. Foi legado papal em Veneza, na Marca de Ancona e em Bolonha. Participou nos conclaves de 1549-1550, de Abril de 1555 e de Maio de 1555. D. João III nunca lhe perdoou a fuga, tendo-o desnaturalizado e condenado por traição em 1542. Moveu influências para que D. Miguel fosse extraditado e ultimamente planeou assassiná-lo. Mal-grado a fúria régia, D. Miguel da Silva viveu os últimos 15 anos da sua vida em Roma cumulado de riquezas e mercês. Faleceu na sua amada Cidade Eterna a 5 de Junho de 1556.

## Família e juventude

### Linhagem paterna: Casa de Silva

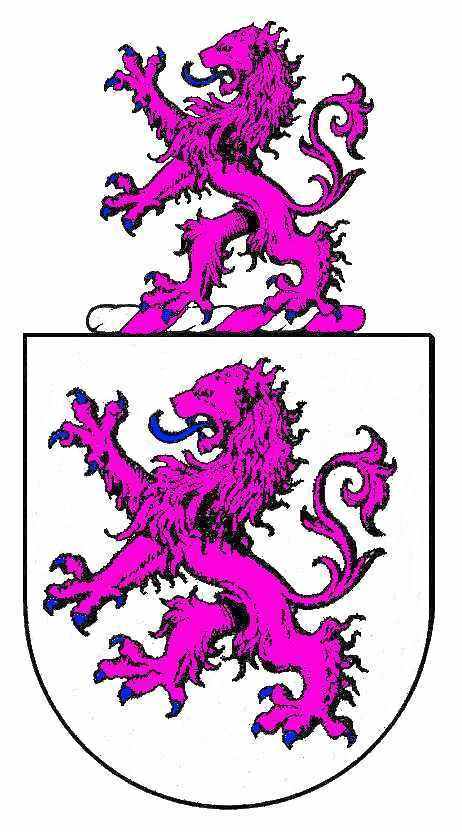
Armas dos Silva

D. Miguel da Silva ou D. Miguel da Silva e Menezes, como é referido por alguns genealogistas, foi um nobre português nascido na Casa dos Condes de Portalegre. A nobreza da sua família paterna remontava aos Silvas que serviam na Corte de Leão na Alta Idade Média. A sua linhagem patrilínea pode ser traçada sem interrupções até Pelaio Guterres da Silva, Senhor da Torre de Silva, nobre portucalense que viveu em finais do século X. Senhor de uma Domus Fortis conhecida como Torre de Silva, do seu casamento com uma descendente de Ramiro II, Rei de Leão, nasceu o companheiro de armas de D. Afonso Henriques, D. Guterre Alderete da Silva, que foi o tronco da Casa de Silva. Pela nobreza da sua linhagem remontar ao período anterior à formação do Reino de Portugal, diz-se que é de nobreza imemorial. Os Silvas permaneceram na nobreza de segunda linha até à ascensão da Dinastia de Avis com a resolução do Interregno de 1383-1385. Nos finais do século XIV, juntam às suas terras minhotas e beirãs alcaidarias da raia alentejana como: Campo Maior, Ouguela ou Alter do Chão. Os serviços da família à coroa e, em particular, de D. Diogo da Silva e Menezes são recompensados com a doação do Condado de Portalegre em 1498 por D. Manuel I.

### O núcleo familiar
D. Miguel da Silva é filho deste primeiro titular do condado de Portalegre, D. Diogo, pelo seu matrimónio com a fidalga castelhana D. Maria de Ayala, neta do Senhor das Ilhas Canárias O seu pai foi uma das figuras de maior proeminência na corte manuelina. Era veterano das guerras contra os infiéis em Marrocos e tinha acompanhado D. Afonso V nas guerras com Castela. Tendo sido homem da confiança de D. Afonso V e de D. João II, este último nomeou-o governador da Casa do Infante D. Manuel, Duque de Beja. Quando D. Manuel herdou o trono em 1498, elevou D. Diogo à nobreza titulada e fez dele Mordomo-mor, membro do Conselho Real, escrivão da puridade e vedor da fazenda. A ascendência de D. Diogo sob o monarca vai explicar em grande medida as oportunidades abertas ao seu filho secundogénito D. Miguel.
As suas duas irmãs, D. Inês e D. Joana, casaram respectivamente com o Conde de Monsanto e com D. Afonso de Noronha, futuro Conde de Linhares e primo do Rei. O seu irmão mais velho herdou a casa de seu pai após a morte deste em 1504 e casou, à semelhança da sua irmã D. Joana, no seio da Casa de Bragança, com uma filha de D. Álvaro de Bragança. Entre os seus tios e primos paternos encontramos essencialmente alcaides e senhores de uma nobreza de província, entre os quais: D. Pedro Gomes da Silva, 2º alcaide de Campo Maior, D. Afonso Teles da Silva, 3º alcaide de Campo Maior, D. Fernão Gomes da Silva, alcaide-mor de Alter do Chão, D. Pedro da Silva de Menezes, alcaide-mor de Elvas, Rui Mendes de Vasconcelos, 4.º Senhor de Figueiró, Pedro de Sousa Ribeiro de Vasconcelos, alcaide-mor de Pombal e João de Magalhães, 3.º Senhor de Ponte da Barca.
Porventura mais importantes na vida e inspiração de D. Miguel da Silva foram os seus familiares religiosos e eclesiáticos. A sua família era extremamente devota, em particular a S. Francisco de Assis; o que explica o facto das suas duas irmãs mais novas, D. Guiomar e D. Filipa, terem professado em conventos da regra franciscana. O exemplos de espiritualidade na sua família encontramo-los em dois irmãos de seu pai: D. Beatriz da Silva e Menezes - fundadora da Ordem da Imaculada Conceição e apelidada de Santa ainda em viva, embora apenas canonizada em 1926 – e D. João da Silva e Menezes que foi eremita em Itália e ficou conhecido como Beato Amadeu. Ademais, era primo direito de D. Miguel da Silva aquele que se tornaria Bispo do Porto e Arcebispo de Braga, D. Diogo de Sousa.

### Formação humanística

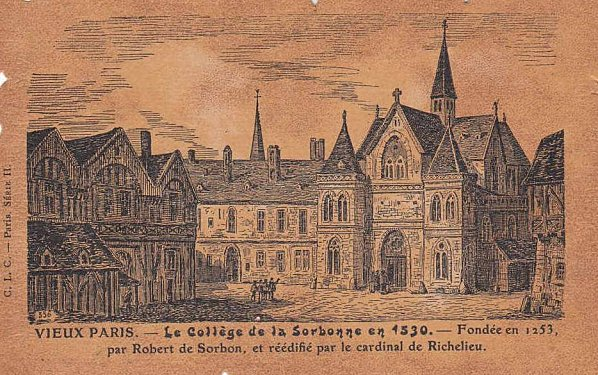
Colégio da Sorbonne na Universidade de Paris em 1530, frequentada por D. Miguel da Silva

Como filho secundogénito da Casa de Portalegre, estava excluído da herança paterna pelos costumes da Nobreza, que passavam gradualmente das partilhas feudais da Idade Média ao regime de morgadio senhorial. Compartilhando o destino dos secundogénitos das grandes casas, D. Miguel da Silva tinha de ganhar a sua independência financeira por uma de duas maneiras: quer procurando o valimento do monarca pelas armas ou ofícios curiais, quer seguindo uma carreira eclasiástica. Demonstrando desde cedo aptidões intelectuais significativas e devido à grande devoção familiar, D. Miguel foi destinado a uma carreira eclesiástica. Não existem dados quanto à sua formação sacerdotal ou ordenação enquanto presbítero.
Devido à influência do pai junto de D. Manuel I e aos méritos próprios consegue uma bolsa da Coroa para estudar na Universidade de Paris. Parte para França em 1500. Prossegue os seus estudos em humanidades e teologia durante mais de uma década até 1514, realizando deslocações a célebres Universidades do Norte de Itália, como Bolonha e Siena. Aprendeu com mestria as línguas latina e o grega, além de falar o francês e o toscano. Dito matemático brilhante aquando dos seus estudos em Paris, seria, todavia, pelo admirável conhecimento dos clássicos e inigualável mestria e fluência nas línguas antigas que ficaria famoso e ganharia reconhecimento. Da sua poesia, a maioria em latim, existem amplos exemplos que ainda hoje são reconhecidos como sendo de uma desenvoltura e loquacidade extraordinários. Nos círculos humanísticos vai travar amizade grandes nomes do renascimento como: Pietro Bembo (eminente linguista e futuro cardeal), Jacopo Sadoleto (mecenas e futuro cardeal), Paolo Giovio (que será professor na La Sapienza) ou Matthieu Brouard, conhecido como Beroaldo (linguista e professor de filosofia).

D. Miguel da Silva vai incorporar em si através da formação universitária os ideais renascentistas que então vogavam em toda a Europa, desprendendo-se da escolástica medieval e privilegiando a cultura e filosofia dos autores romanos e gregos da Antiguidade Clássica. O seu domínio da cultura clássica será até ao fim dos seus dias prezado por quantos o conheciam. Em suma, a sua educação constitui o paradigma da formação de cariz humanística da Alta Renascença, cujos ideais seriam materializados em 1528 na celebérrima obra de Baldassare Castiglione Il Cortegiano (O Costesão). O seu caso pessoal preconizou a tal nível o ideal de homem da renascença que essa mesma obra lhe foi dedicada, lendo-se no fronstispício: 
| “ | A Reverendo ed illustre Signor Don Michel da Silva vescovo de Viseo | ” |

## Embaixador em Roma (1514–1525)

### Nomeação e chegada a Roma (1515)

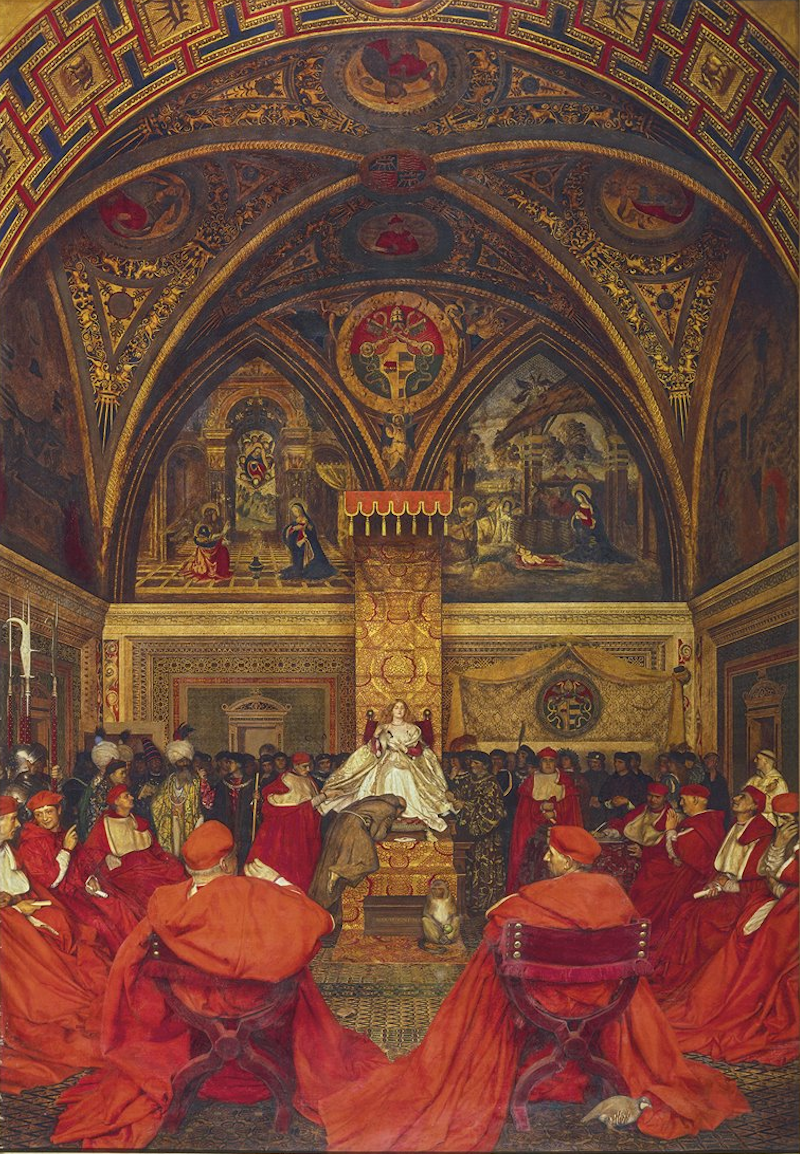
Curia Romana retratada num episódio escandaloso, em que foi presidida por Lucrezia Borgia na ausência de seu pai Alexandre VI

D. Miguel da Silva é nomeado embaixador permanente do Rei D. Manuel junto da Cúria Romana em 1514. O então Padre Miguel da Silva com cerca de 35 anos vai substituir o Doutor João Faria no cargo. Este último é chamado a Portugal por carta de D. Manuel I datada de 30 de Agosto de 1514. A nomeação de um agente permanente em Roma é ainda uma novidade na Corte de Lisboa e na Europa. A diplomacia como a conhecemos hoje começou a ser moldada pelas relações entre os inúmeros estados italianos nos séculos XIII e XIV. A prática e arte diplomáticas floresceram no século XV com as tentativas da França e do Império de influenciarem a política italiana. Todavia, o conceito de embaixador permanente, numa óptica de diplomacia pessoal, é relativamente recente na época de D. Miguel da Silva. Data de 1487 a nomeação do primeiro emissário permanente na Europa: o embaixador de Castela em Londres, Rodrigo Gonzalez de la Puebla, emissário dos Reis Católicos.
O primeiro embaixador residente português foi precisamente o Doutor João Faria junto da Cúria Romana, havendo sido enviado em 1512. Segue-se o próprio D. Miguel da Silva no mesmo cargo em 1514. Em 1521 chega a Lisboa o primeiro embaixador espanhol. Em 1522 trocam-se embaixadores com Francisco I de França, vindo Honoré de Caix para Lisboa e seguindo um representante português para Paris. Já em 1525 é nomeado o primeiro embaixador junto de Carlos I de Espanha: António de Azevedo Coutinho, senhor de São João de Rei. Os núncios apostólicos proliferam sob os pontificados de Leão X (1513–1521) e Clemente VII (1523–1534), estabelecendo-se também um em Lisboa em 1532 chefiado por Marco Vigerio della Rovere, bispo de Sinigallia. D. Miguel da Silva foi assim o segundo embaixador residente de toda a história portuguesa, tendo sido também o introdutor da cifra na correspondência diplomática com os monarcas portugueses.
D. Miguel chega a Roma no início de 1515, ainda no rescaldo da embaixada extraordinária de Tristão da Cunha ao Papa Leão X, que tanto impressionara a Cúria Romana. A faustosa embaixada ficaria célebre pela comoção e espanto que provocou em Roma, tanto pela sua riqueza e aparato, como pelo exotismo. Desfilaram nas ruas de Roma animais selvagens como o elefante Hanno (que se tornou na mascote do Papa) ou o rinoceronte que inspirou a famosa xilografia de Albrecht Dürer.

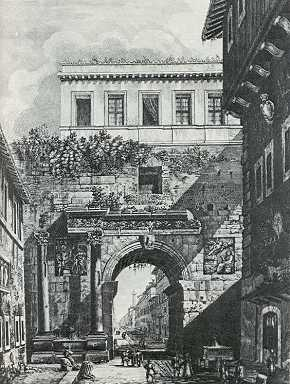
O Arco di Portugalo como seria no século XVI; reconstrução por Rossini de 1835

As suas funções imediatas eram as de representação de Portugal no Quinto Concílio de Latrão (1512–1517), negociar as dispensas papais para o casamento do Infante D. João com Leonor d'Áustria (que nunca se viria a realizar) e interceder pela instalação da Inquisição em Portugal nos moldes em que tal havia sido feito em Castela e Aragão em 1478, com o estabelecimento da Inquisição espanhola.
O nobre presbítero instala-se num palácio da Via del Corso (à época via Lata), bem no centro de Roma: o Palazzo Fiano. Um dos mais sumptuosos da Roma Quinhentista, fora mandado construir por Eugénio IV e nele havia habitado um outro Cardeal português Jorge da Costa, Cardeal d'Alpedrinha até à sua morte, alguns anos antes, em 1506. O palácio já era conhecido como Palazzo di Portugalo (Palácio de Portugal) aquando da chegada de D. Miguel. O edifício era composto por duas alas, uma de cada lado da rua, que se uniam por um arco. O arco era uma construção da época romana, que se acredita ter sido mandado erigir pelo imperador Aureliano (270–275 d.C.), na então Via Flamínia. Ficou conhecido como Arco di Portugallo ("Arco de Portugal"), por fazer parte da residência do embaixador português. O arco acabaria por ser demolido em finais do século XVI para se alargar a rua.

### Contexto internacional no início deQuinhentos
D. Miguel da Silva desempenhou a sua actividade diplomática numa época de grandes mudanças em que a Europa entrava a largas passadas pela Modernidade. No que às relações internacionais, em geral, e à esfera religiosa, em particular, diz respeito, foram anos de grande volubilidade dos cenários políticos europeus. Os desequilíbrios das balanças de poder foram uma constante um pouco por todas as regiões da Europa. Foi nos primeiros anos do século XVI que se assistiu à consolidação da emergência meteórica da Casa d'Áustria na pessoa do Imperador Carlos V, herdeiro de meia-Europa. Ascensão tão mais espetacular quanto mais acérrima lhe era a oposição da França de Francisco I, que dava por si cercada pelos Habsburgos. Anos em que o jovem Henrique VIII não comprometia a Inglaterra com nenhuma facção por muito tempo. Época que viu no Levante a ascensão de Suleimão, o Magnífico ao trono da Sublime Porta e o início de uma guerra expansionista que pôs os Balcãs a ferro e fogo e só terminaria às portas de Viena em 1529.
Nos meios religiosos, o Quinto Concílio de Latrão (1512–1517) não deu resposta às críticas que então germinavam em vários pontos da Europa e que culminaram nas afamadas 95 Teses de Martinho Lutero em 1517. Começava o movimento da Reforma Protestante que prometia prender a Europa Central em guerras religiosas infindáveis e que apenas terminaria em 1648 no Tratado de Westfália. Contrastando com a perspectiva ascética dos reformistas, a Cúria Romana vivia num fausto e magnificência corporalizados em mármore na nova Basílica de São Pedro, cuja construção se iniciara em 1506. D. Miguel da Silva viveu e deleitou-se nesta atmosfera de amor pelo Homem e pelo Belo que emanava da intensa e vibrante vida artística e cultural da península italiana em plena Renascença.

### Sob o pontificado de Leão X (1515-1521)

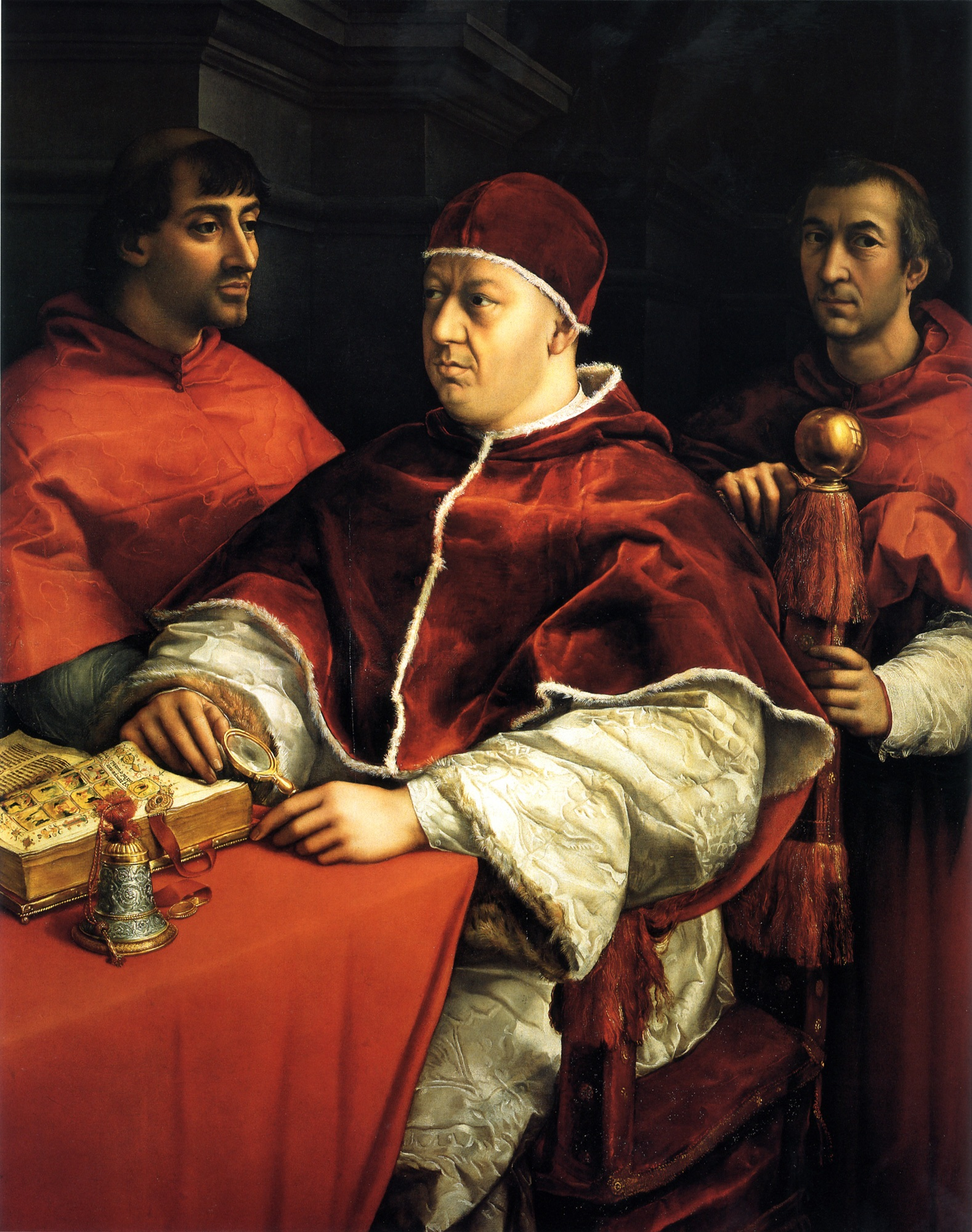
O Papa Leão X, amigo pessoal de D. Miguel, pintado por Rafael Sanzio

D. Miguel da Silva causou uma estrondosa impressão na Cúria Romana. Em pouco tempo era já estimado por muitos e admirado pela maioria. Escrevia o Papa Leão X a el-Rei D. Manuel logo a 27 de Fevereiro de 1515: 
| “ | [que o Rei lhe havia enviado] embaixador óptimo, cheio de bondade, de prudencia e inteligencia. | ” |

 Efectivamente, Leão X desenvolveu uma grande estima e amizade pessoal com D. Miguel da Silva, com o qual costumava discutir animadamente em toscano, a sua língua materna e que D. Miguel dominava. De tal modo foi retumbante o impacto do padre português junto da Cúria, que Leão X, com o apoio do Colégio dos Cardeais, o propõe para Cardeal em 1516. Contudo, sendo homem prudente e arguto e conhecedor das vontades e ambições do seu Rei, rejeita D. Miguel da Silva tal distinção, propondo para o seu lugar um infante da casa de Portugal. Consequentemente, é elevado à púrpura cardinalícia em 1517 o Infante D. Afonso (1509–1540), filho sexto de D. Manuel I. Poder-se-á dizer que foi a primeira vitória diplomática do novo Embaixador, mas foi, mais que isso, uma prova de lealdade para com o seu soberano.
Participou como enviado do Rei de Portugal nas sessões do Quinto Concílio de Latrão de 19 de Dezembro de 1516 e de 16 de Maio de 1517. Nele depositou o rei D. Manuel I completa confiança para defender os assuntos do Reino de Portugal na Cúria. D. Miguel negociou as dispensas papais necessárias para o casamento do herdeiro do trono português, o Infante D. João, com a Infanta D. Leonor, irmã do Imperador Carlos V. Quando D. Manuel mudou de intentos e resolveu casar ele mesmo com a noiva do filho, foi também D. Miguel que tratou em Roma de conseguir as necessárias dispensas do Sumo Pontífice. Não esqueceria jamais o ofendido Infante o papel do presbítero e embaixador em escândalo que profundamente o feriu no seu orgulho. D. Miguel da Silva mostra-se desde cedo um clérigo fervorosamente aderente às posições e políticas da Cúria, como são exemplo, as suas posições relativamente às disputas entre o Rei de França e o Imperador ou às contendas do próprio Papado com o Império (que culminariam com o Saque de Roma em 1527, já D. Miguel havia regressado a Portugal). Nunca considerou, contudo, D. Manuel que a aderência às posições do Papado alguma vez comprometesse a lealdade do seu emissário.
A sua amizade com o Papa Leão X rapidamente introduziu o clérigo português nas mais altas esferas da política romana. Foi íntimo das casas de Médici e Farnese, homem da estima de personagens eminentes como o Cardeal Giulio de' Medici (futuro Papa Clemente VII) que muito fizeram pelo seu engrandecimento na cena política romana. A tal ponto se elevava o seu ascendente que Leão X quis pela segunda vez fazê-lo cardeal em 1521, causando grande escândalo na corte em Lisboa. Era opinião corrente na corte portuguesa que a elevação de um nobre à mesma dignidade que um Infante de Portugal era uma situação incomportável e criticava-se a soberba do clérigo. A morte de D. Manuel em Dezembro de 1521 teve a consequência de esfriar a correspondência diplomática, devido à malquerença que lhe tinha o novo monarca D. João III. Contudo, em linha com a abordagem política do novo Rei nos seus primeiros anos de reinado de conservar grande parte da estrutura administrativa de seu pai, D. Miguel manter-se-á com embaixador em Roma até 1525. Nesse mesmo mês de Dezembro de 1521 morre em Roma o Papa Leão X, morrendo também o projecto de lhe conceder a púrpura cardinalícia. É eleito já a 9 de Janeiro de 1522 o sucessor ao sólio pontifício, após o Conclave de 1521–1522, Papa Adriano VI.

### Sob os pontificados de Adriano VI e Clemente VII (1521-1525)

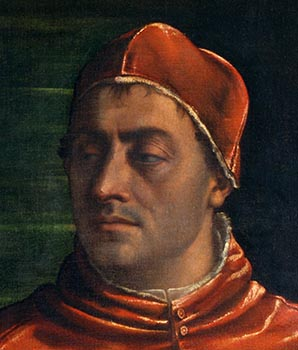
Retrato de Clemente VII por Sebastiano del Piombo (1526)

Adriano VI teve um curtíssimo pontificado de pouco mais de um ano, durante o qual se revelou um reformista. Iniciou-se no seu pontificado o espírito de reforma da Igreja que continuaria com o seu sucessor Clemente VII e que se viria a metamorfosear num movimento de resposta à Reforma Protestante que ficou conhecido para a história como Contrarreforma. Todavia, contrariamente aos seus antecessor e sucessor, não era grande apreciador das artes ou do fausto da Curia Romana. Agastou solenemente com os seus gostos simples e falta de sofisticação o ambiente cultural romano, levando mesmo ao exílio auto-infligido do compositor Carpentras. Também se ressentiu D. Miguel da Silva da mudança no ambiente da Curia Romana. Mudança que, inclusive, o impeliu a escrever a D. João III a 25 de Maio de 1523 pedindo para regressar ao reino.
Contudo, a morte de Adriano VI logo a 14 de Setembro desse ano de 1523 e a eleição do Cardeal Giulio de' Medici, no Conclave de 1523 a 19 de Novembro com o nome de Clemente VII mudaram a opinião do embaixador português. Giulio de' Medici era um grande amigo de D. Miguel da Silva, que assim voltou a encontrar ânimo no desempenho das suas funções. De facto, o embaixador português fazia parte da entourage que o Cardeal italiano levou para o Conclave que o elegeu e, ainda mais sintomático da estreita amizade que os unia, D. Miguel foi o único embaixador a conseguir a honra de assistir à cerimónia de entronização do novo papa juntamente com o Colégio de Cardeais da janela do conclave. Esta amizade aumentou a desconfiança de D. João III de que seria neste pontificado que o presbítero receberia finalmente o barrete cardinalício, algo intolerável a seus olhos. Ademais quando as intenções do Rei de ver elevado à púrpura um segundo irmão seu, o Infante D. Henrique, se viam frustradas desde 1522. Findas em 1525 as diligências para a obtenção das dispensas para o casamento de D. João III com Catarina de Áustria, irmã mais nova da terceira mulher de seu falecido pai e do Imperador Carlos V, ordenou D. João III o regresso do embaixador a Lisboa. Em movimento friamente calculado comunicou-lhe aceder finalmente ao seu pedido de 1523, veiculado em carta que havia sido religiosamente conservada.

Desgostoso se viu D. Miguel da Silva ao ter de abandonar a Corte em que vivera na última década. Desgostoso com a decisão de el-Rei ficou também o Papa Clemente VII e fez questão de o deixar bem claro em breves apostólicas sucessivas que se iniciam a 7 de Junho de 1525. Nelas tenta o Sumo Pontífice convencer o monarca dos inestimáveis valimentos do embaixador, que descreveu como: 
| “ | [D. Miguel da Silva é] digno de se assentar na cadeira de São Pedro. | ” |

Mal-grado a relutância do próprio embaixador e a oposição expressa do Papa, o monarca não vacilou no seu intento e D. Miguel da Silva regressa a Portugal ainda nesse ano de 1525, terminando assim uma década ao serviço do Reino no centro da Cristandade. É rendido no cargo por D. Martinho de Portugal, que seria Arcebispo do Funchal, filho ilegítimo do Bispo de Évora, que por sua vez era neto do 1.º Duque de Bragança.

## Estada em Portugal (1525–1540)

### Recepção na Corte de Lisboa

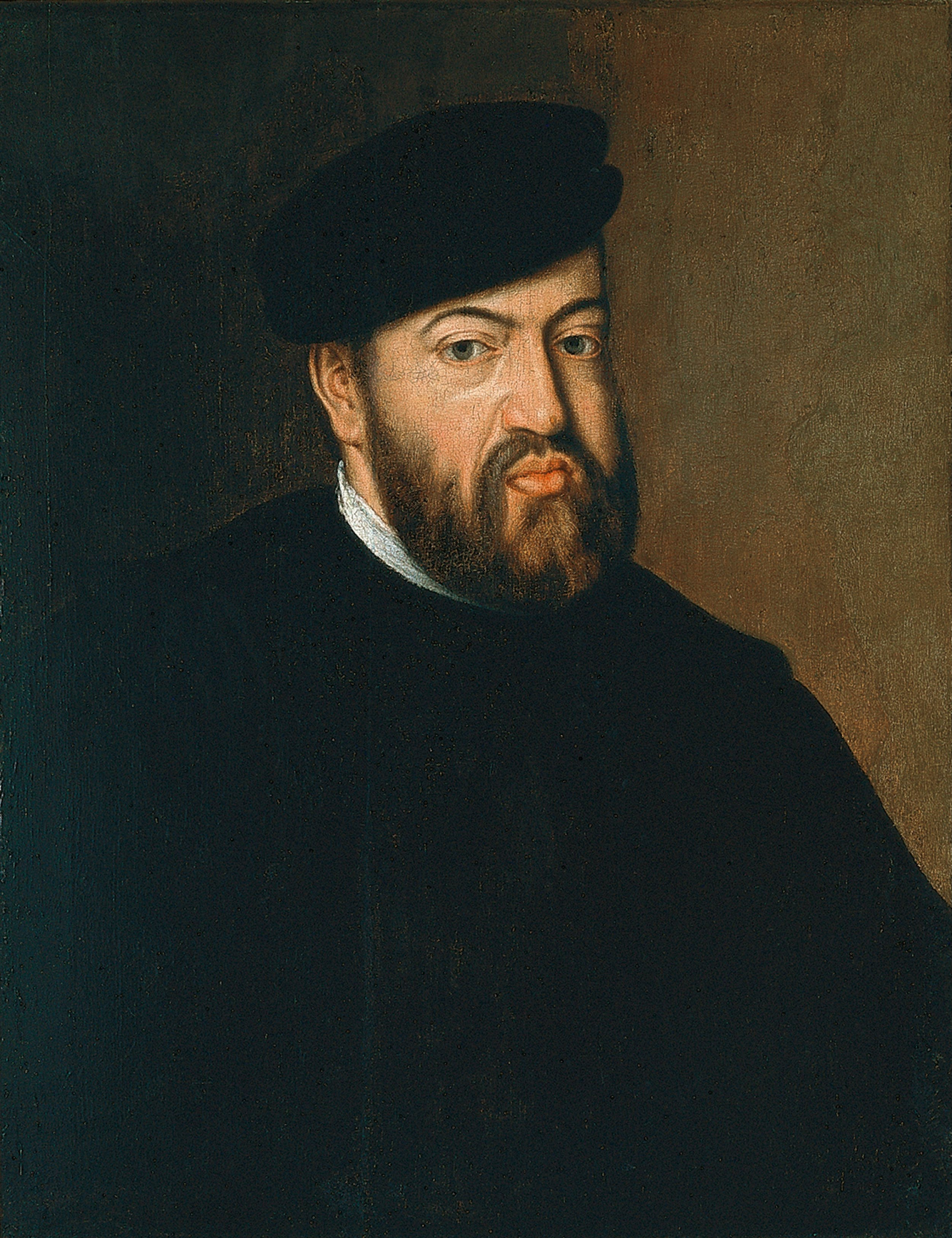
Retrato de D. João III por Cristóvão Lopes.

Devido à animosidade que lhe votava D. João III, a sua recepção na corte não foi muito calorosa. Foram-lhe concedidas algumas rendas eclesiásticas, nomeadamente: o priorado perpétuo do mosteiro de Landim (Vila Nova de Famalicão) e abadia do Mosteiro de Santo Tirso em Riba de Ave (hoje em Santo Tirso) e a Comenda de Sanfins de Ferreira (Paços de Ferreira) . Vieram somar-se-lhes as rendas da Diocese de Viseu, pois foi eleito por intercessão de Clemente VII para Bispo de Viseu a 21 de Novembro de 1526. O anterior prelado, Frei João das Chaves, que era capelão de D. João III, morreu entre finais de 1525 e 1526. A intervenção do Papa permitiu a eleição de D. Miguel, permanecendo o rei pouco entusiasmado com a nomeação; porventura recordando-se que o anterior Papa, Adriano VI, recusara o nome de seu irmão D. Henrique para a mesma diocese em 1522. Esta relutância régia pode ser apreciada no tempo que transitou antes da ordenação de D. Miguel como bispo, o que só veio a ocorrer no final de 1529. Já a 4 de Fevereiro de 1527 anunciava o novo bispo em carta ao Cabido da Sé a sua tomada de posse para breve, mas tal não veio a suceder. Contudo, parece que D. Miguel tomou as rédeas à diocese para que fora eleito independentemente de ainda não estar ordenado, tendo feito publicar em Outubro de 1527 as Ordenações do Bispado de Viseu. No frontispício da obra podem apreciar-se as insígnias de Bispo de Viseu, Fidalgo do Conselho Real e Escrivão da Puridade de D. João III.
De facto, a contento da Casa de Portalegre e do núncio apostólico, D. João III havia nomeado D. Miguel da Silva para o cargo de Escrivão da puridade. Embora as acções beneméritas de D. João III para com o prelado possam ser interpretadas à luz da pressão do Papado, há quem lhes note alguma ambiguidade, especulando-se se agia D. João III: " com a esperaça de o atraír; se com o desejo de o anular". D. Miguel ocupava assim um cargo que seu pai desempenhara junto de D. Manuel I até à sua morte em 1504. O cargo pertencera desde então ao seu cunhado D. Afonso de Noronha, Conde de Linhares, cujo afastamento de tão elevada posição parece não ter sido pacífico. O cargo de escrivão da puridade remontava aos secretários particulares dos soberanos da Alta Idade Média. Contudo, com o tempo, o cargo veio a ocupar o espaço político de um verdadeiro primeiro-ministro. Ao tempo de D. João III, contudo, o cargo perdera já grande parte da sua importância real, se bem que nenhum do prestígio. As acções de António Carneiro e depois do seu filho Pedro de Alcáçova Carneiro, 1.º Conde de Idanha-a-Nova, Vedores da Fazenda, esvaíram o cargo da sua antiga relevância política. Os Alcáçova Carneiro - contando com o imprescindível apoio de D. António de Ataíde, 1.º conde da Castanheira - foram na corte de D. João III os verdadeiros validos do monarca, não os conseguindo suplantar a Casa de Portalegre detentora da puridade. Sintomático dessa situação é o facto de, após a saída de D. Miguel do Reino, em 1540, mais nenhum escrivão da puridade ter sido nomeado, sendo o cargo extinto com a criação das Secretarias de Estado nas reformas administrativas de D. Sebastião.

### Vida na Corte de D. João III

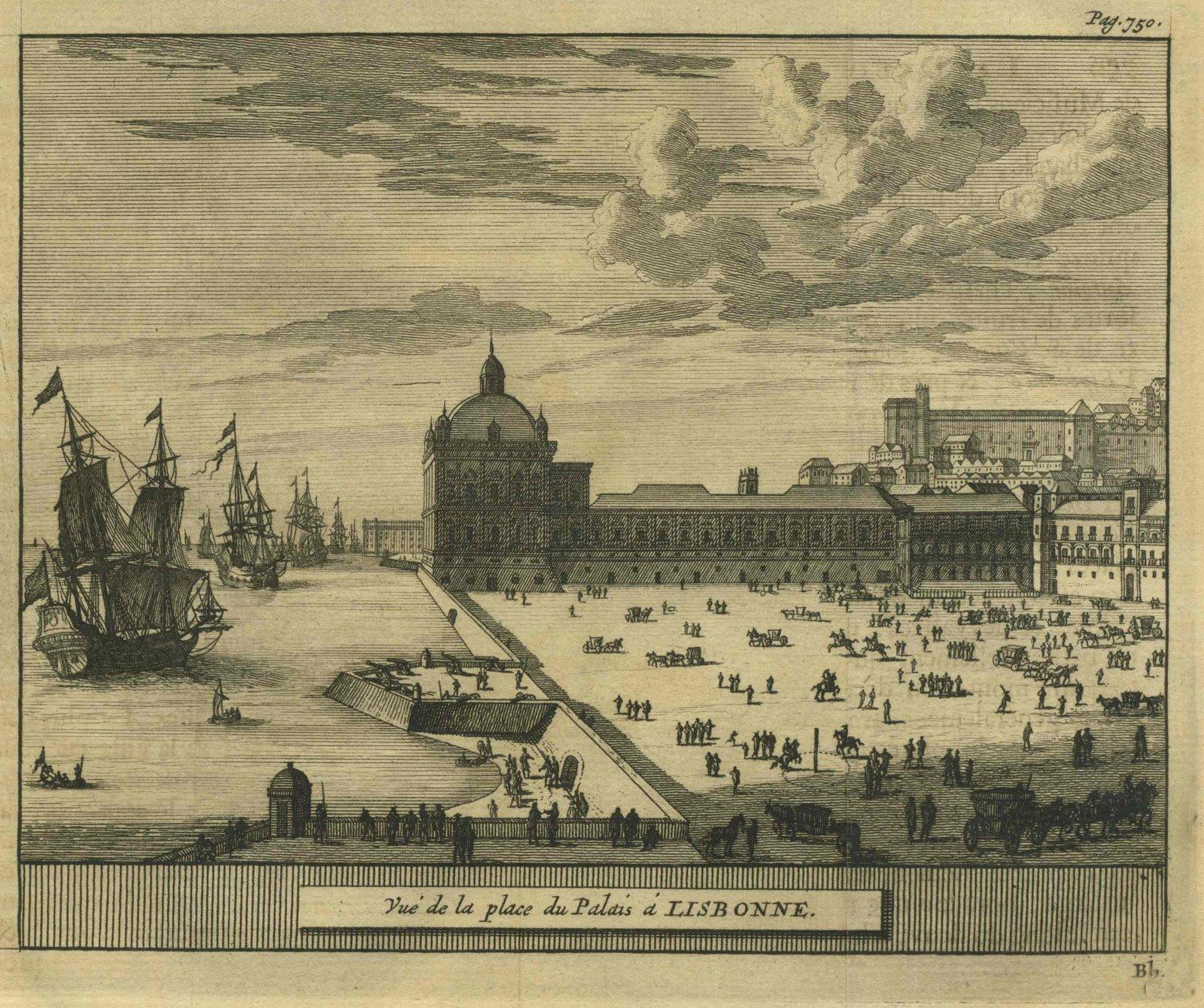
Paço da Ribeira, assento da corte do Rei de Portugal (desenho de G. Debrie, século XVIII)

Embora, devido à sua posição, privasse D. Miguel da Silva com a Família Real e fosse um regular no Paço da Ribeira, nunca se integrou verdadeiramente na vida da corte lisboeta. Mais de metade da sua vida fora passada em Paris e Itália entre as mais eminentes mentes do Renascimento. Agora em Lisboa, onde as novas correntes tardavam em penetrar, não encontrava com quem se identificar. Incorrendo numa assincronia, pode-se dizer que foi um verdadeiro estrangeirado. O mesmo consideravam os cortesãos portugueses da época, que o apelidavam injuriosamente de romano. O choque cultural entre o prelado e a corte de Lisboa não podia deixar de acontecer. D. Miguel vivera em Itália numa época em que se valorizava a filologia antiga, em que florescia o neo-platonismo florentino, em que a percepção social do Homem mudava, mudando também a própria escala de valores. Com os seus versos latinos, os seus bustos de filósofos, as suas estátuas desnudas ao modelo clássico e os seus projectos arquitectónicos, D. Miguel da Silva era um caso único na corte de Lisboa e foi, como tal, incompreendido. O estar habituado a uma corte muito mais luxuosa e magnificente e o de ser um claro amante dessas características não contribuiu com certeza para a sua adaptação à nova realidade. Dele se ressalvava na corte o "feitio amante da ostentação e arrogante". Em suma, parece que, como sentenciou João de Castro, D. Miguel da Silva: 
| “ | era inadaptável ao meio e o meio inadaptável a ele. | ” |

Foi em Lisboa que soube do Saque de Roma pelas tropas de Carlos V em 1527. O seu velho amigo Clemente VII escreve-lhe enquanto prisioneiro no Castelo de Sant'Ângelo: 
| “ | Haja o que houver, Nós persistimos em querer-te bem, como sempre te quizemos | ” |

 Inicia-se com essa carta do Papa um correspondência regular com o Papado, que se vai manter até à fuga de D. Miguel em 1540, e cujo tema principal é sempre o do regresso do prelado à capital do Mundo Cristão. Foi também em Lisboa que soube da morte do seu amigo desde há 20 anos em 1534. O Conclave de 1534 elegeu, num curtíssimo espaço de 3 dias, um outro seu conhecido de longa data para o sólio pontifício: o Cardeal Alessandro Farnese, que pontificou como Papa Paulo III.

### Desvalimento junto do monarca
A relação entre D. João III e D. Miguel da Silva nunca foi fácil. Muitos foram os incidentes que ao longo da vida de ambos os puseram em rota de colisão. D. João III permaneceu durante a sua vida sensível ao assunto da sua quase mulher e depois madrasta, D. Leonor d'Áustria; cujo casamento com o seu pai, D. Manuel I, D. Miguel havia possibilitado com a sua acção em Roma. Prova disso são os melindres que demonstrou com a publicação da tragicomédia de Luís Vaz de Camões El-Rei Seleuco (c. 1543-45). Mas mais do que esse episódio antigo, as posições religiosas do humanista D. Miguel da Silva, afastavam-se muito das do, por vezes descrito como fanático, Rei D. João III. D. Miguel da Silva nunca foi um partidário da Inquisição, tendo procrastinado o processo em Roma enquanto fora embaixador. Ademais, parece ter sido uma voz discordante da política joanina de hostilidade para com os cristãos-novos, vindo no futuro a defende-los junto do Santo Padre. Esta diferença de opiniões assumia um carácter verdadeiramente fracturante no século XVI. D. João III invejava também os méritos do prelado que já dois papas quiseram fazer cardeal, quando a elevação do seu próprio irmão se revelava infrutífera. O Rei tinha sido um dos mais escandalizados em 1521 quando se dera por certa a elevação de D. Miguel por Leão X. Era sua convicção que tais cargos pertenciam por prerrogativa à Família Real.
Durante a estadia em Lisboa a relação entre ambos parece não se ter alterado grandemente, nem para melhor, nem para pior. Existiram algumas fricções com monarca, quase sempre por assuntos relacionados com a Santa Sé, em que D. Miguel da Silva tomava quase sempre o lado do Papado. Contudo, um momento decisivo foi quando o papa Paulo III o convocou para um Concílio em Mântua em 1537 e D. João III não lhe autorizou que fosse. Recomendou-lhe o Rei que mandasse dizer que estava doente. Muito agastado ficou o prelado que, ainda para mais, se viu repreendido pelo Papa por não comparecer em Breve de 22 de Maio de 1538 (na realidade o Concílio nunca ocorreu por falta de comparências e seria adiado para 1545, altura em que ocorreu em Trento, na Alemanha). A 21 de Abril de 1540 morre o irmão do Rei e único cardeal português, D. Afonso. Pela Bula Gratiae Divinae Praemium, Paulo III elevou a diocese de Évora, que vagou, a arquidiocese e empossou o Infante D. Henrique como 1.º Arcebispo. Contudo, recusou-se, à semelhança dos seus antecessores desde 1522, a elevá-lo a Cardeal e, mais, recusou-se a conferi-lhe a administração do Mosteiro de Alcobaça que também fora do irmão. A questão da vacatura de Alcobaça inflamou muito os ânimos contra a Santa Sé no Verão de 1540.

## Elevação a cardeal e fuga para Roma
No consistório de 19 de Dezembro de 1539, D. Miguel da Silva havia sido elevado à dignidade cardinalícia por Paulo III. A elevação fora realizada in pectore (latim, no coração/no peito), ou seja, era secreta. Decisão sem dúvida motivada pela animosidade do Rei para com o Bispo de Viseu. Não é certo se D. Miguel soube da sua elevação antes de chegar a Roma no ano seguinte, mas parece que na corte de Lisboa não se soube de nada. A nomeação do papa ocorre assim num culminar de intenções de sucessivos Sumos Pontífices que admiraram e conviveram com D. Miguel da Silva. Este era também próximo da Casa de Farnese, da qual era íntimo desde os seus tempos de embaixador. Havia até uma relação de compadrio entre o Papa e D. Miguel, uma vez que este último foi padrinho de um dos netos de Paulo III: ou do Cardeal Alexandre Farnese ou do Cardeal Guido Ascânio Sforza
Tendo ou não conhecimento da sua recente elevação, a verdade é que o desejo de regressar a Roma conservado por 15 anos e a deterioração da sua posição na corte impeliram o clérigo a fugir para Roma. Desde a Breve de 1538 que o Bispo de Viseu insistia com o Rei para que o autorizasse a partir, negando-lho sempre o monarca, presumivelmente com receio que o fizessem Cardeal uma vez em Itália. E tamanha determinação viu D. João III nos intentos do bispo que resolveu mandar encarcerá-lo numa fortaleza. Não logra em consegui-lo por fuga atempada do prelado a 22 de Julho de 1540, acompanhado de António Godinho e do arcediago Manuel da Paz. É calorosamente recebido pelo próprio Papa Paulo III em Roma que o envia como legado papal à Sereníssima República de Veneza, enquanto não surge oportunidade de publicar a sua elevação.

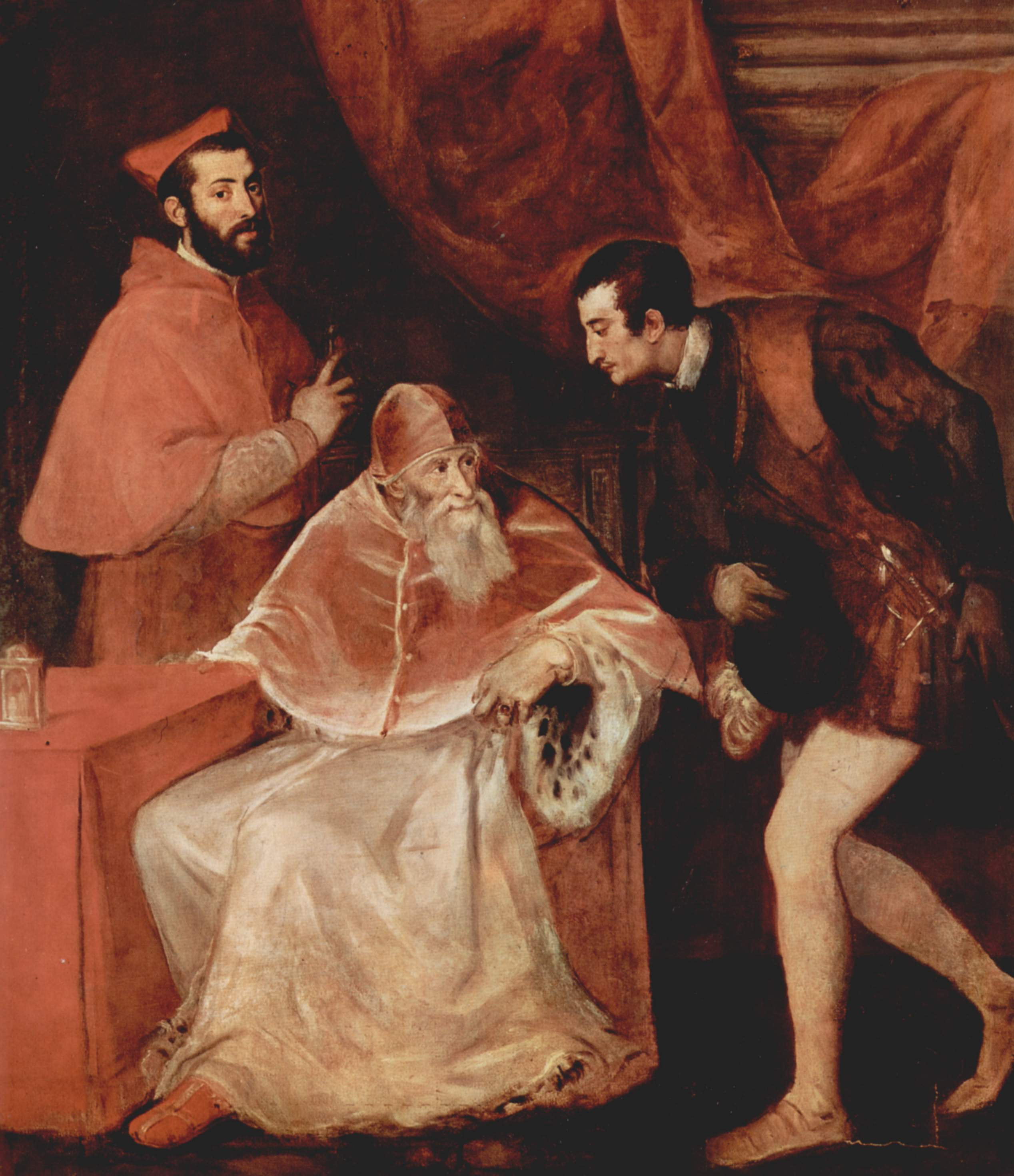
Papa Paulo III e os dois dos seus netos, Cardeal Alessandro Farnese e Ottavio Farnese, Duque de Parma (Tiziano, 1546)

A fuga de D. Miguel da Silva foi um escândalo que muita tinta fez correr por essa Europa fora. D. João III valeu-se de quantos recursos tinha para comprar gente que prendesse ou assassinasse o Bispo. Acciona-se a actividade diplomática junto dos outros príncipes da Cristandade e enviam-se cartas difamatórias a toda a gente de consequência em Roma. O embaixador português Cristóvão de Sousa Falcão encontra-o em Roma, em Ferrara e em Veneza tentando persuadi-lo a voltar ao reino.
Contra as pressões da Coroa portuguesa, Paulo III revela a elevação de D. Miguel no consistório de 2 de Dezembro de 1541. O chapéu vermelho foi-lhe entregue a 23 de Janeiro de 1542; a cerimónia do fechar da boca ocorreu a 27 desse mês e a nomeação do seu titulus ocorreu a 6 de Fevereiro sendo-lhe conferido o dos Santos XII Apóstolos.

Escreveria para Lisboa Roberto Pucci, Cardeal di Santi Quattro Coronati, protector da nação portuguesa: 
| “ | [o Papa] estava obstinado em fazê-lo cardeal. | ” |

Justificaria o próprio Papa a D. João III: 
| “ | [que precisava premiar] a singular prudência, doutrina, gravidade e peso dos anos. | ” |

Esclareceria o neto do Papa e Secretário de Estado, o Cardeal Alesssandro Farnese, ao núncio apostólico em Lisboa, Luigi Lippomano: 
| “ | devido à sua muito grande experiência de negócios, resolvera fazer o que os seus antecessores tinham pensado: criar e publicar Dom Miguel da Silva Cardeal. | ” |

Mui descontente se revelou el-Rei com a publicação do cardinalato de D. Miguel. A 23 de Janeiro de 1542, mandou João III publicar um decreto a desnaturalizar o Cardeal, retirando-lhe todos os ofícios e benefícios, confiscando-lhe os bens, privando-o das rendas eclesiásticas que tinha em Portugal e proibindo qualquer contacto de portugueses com o Cardeal, mesmo que fossem da sua família. Ainda existe a inflamada carta que D. Miguel da Silva enviou ao rei como resposta a estas sanções, estando publicada no primeiro volume da obra Portugal no Concílio de Trento por Monsenhor José de Castro (dado à estampa em 1946).
Prova do ódio de D. João III a D. Miguel da Silva pode ser encontrada no escândalo que animou a corte portuguesa no ano seguinte, 1543, quando D. Jorge da Silva, filho secundogénito do Conde de Portalegre e sobrinho do Cardeal D. Miguel foi encarcerado na Torre de Belém por ter mantido contacto epistolar com o desterrado clérigo. A libertação do jovem fidalgo em Outubro desse ano deveu-se à intercessão da Infanta D. Maria Manuela, filha do Rei, que partia para Castela onde seria a primeira esposa de Filipe II de Espanha. Todavia, não foi D. Jorge da Silva ilibado, antes desterrado para servir em Marrocos, primeiro em Mazagão e depois em Arzila, onde viria a morrer em combate em 1544.

## Membro da Cúria Romana (1540-1555)

### Missão junto do Imperador Carlos V
Não parece que os esforços do Rei de Portugal tenham contudo conseguido ter algum impacto junto do Sumo Pontífice. Logo em 1542 o Papa confia em D. Miguel o desempenho de uma importantíssima missão diplomática junto de do Imperador Carlos V. Sentia-se na Cúria Romana a urgência de convocar um concílio ecuménico que lançasse a Reforma da Igreja Católica, a depois chamada de Contra-reforma. Porém, depois de gorados os planos para o supramencionado Concílio em Mântua em 1537, o Papado entendeu que não se conseguiria quorum dos Bispos da Cristandante enquanto não houvesse paz entre o Imperador e Francisco I de França.
Travavam-se por esses anos sangrentas batalhas na Flandres e no Norte de Itália no contexto da Guerra Italiana de 1542-1546. Era já o sétimo confronto entre os Valois e os Habsburgo pelo domínio político da Itália, preconizado pelas disputas sobre a sucessão ao Reino de Nápoles e ao Ducado de Milão. (Esta série de conflitos é conjuntamente designada por Guerras Italianas). D. Miguel chegou a Barbastro, perto de Barcelona, a 4 de Outubro, onde se encontra com o Imperador. Medeia as conversações franco-espanholas com ajuda do seu colega - e amigo dos seus tempos de embaixador português na Cúria - o Cardeal Jacopo Sadoleto, que foi enviado na mesma altura para a Corte do Rei de França. A paz que põe fim ao conflito entre o Império e a França é finalmente assinada em Setembro de 1544 no Tratado de Crépy. As hostilidades ressurgiriam, porém, na década seguinte e apenas em 1559, com o Tratado de Cateau-Cambrésis, terminaria enfim a disputa pelo controlo de Itália iniciada em 1494.
Entretanto, a Paz de Crépy permitiu a convocação do Concílio de Trento logo em 1545. D. Miguel da Silva foi o responsável por exortar à comparência os prelados espanhóis enquanto se encontrava junto do Imperador a negociar a paz. Segundo o Cardeal Marcelo Cervini (mais tarde Papa Marcelo II) foi também o Cardeal D. Miguel o responsável por redigir a norma pela qual se regeu o concílio ecuménico de Trento.

### Cargos e Rendimentos na Cúria

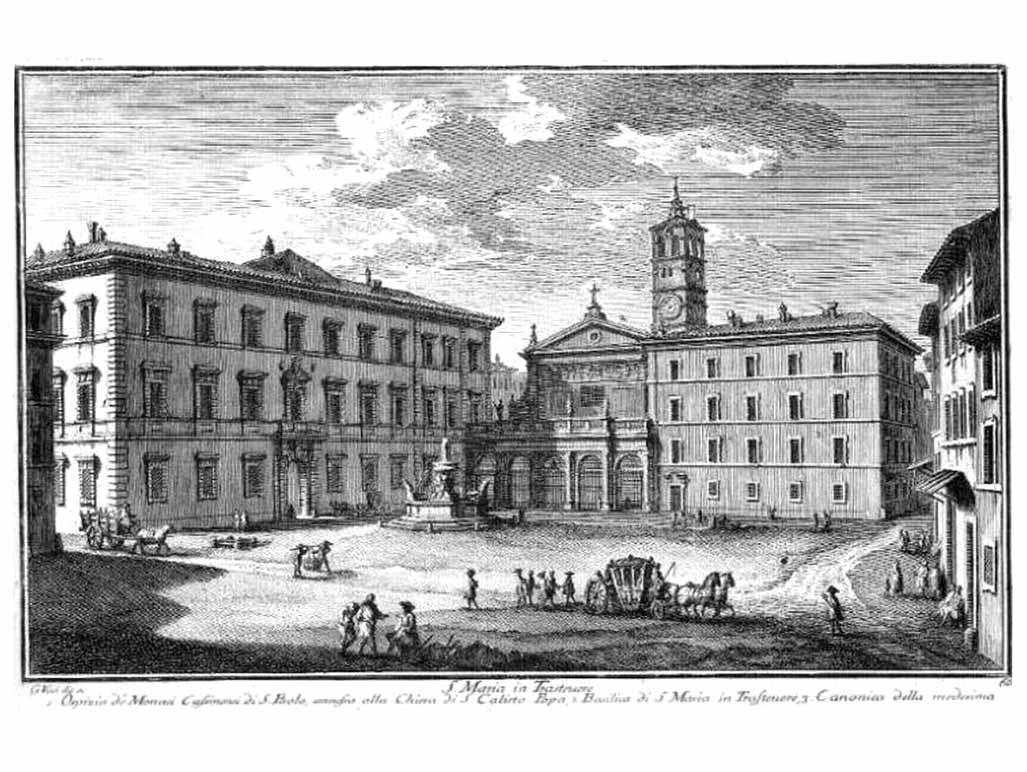
Praça de Santa Maria in Trastevere, mostrando a igreja homónima e o Palácio de São Calisto, que foi residência de D. Miguel da Silva

D. Miguel da Silva passou para o título cardinalício de Santa Praxedes (mais rendoso que o seu anterior) a 5 de Outubro de 1543. Apenas renunciou formalmente ao governo da Sé de Viseu a 22 de Abril de 1547. Havia sido nomeado governador de Forlì e Ascoli Piceno a 9 de Janeiro de 1544 e é ainda nomeado administrador apostólico da Sé de Massa Marittima a 20 de Maio de 1549. Este último era um cargo bastante lucrativo, pois era nessa região que se extraiam os famigerados mármores de Carrara. Reputado e experimentado negociador, foi ao longo dos anos enviado como Legado Papal a Veneza, à Marca Anconitana e a Bolonha. Participou do conclave de 1549-1550 que elegeu o Papa Júlio III. Entre 1552 e 1553 muda várias vezes de título: é Cardeal de São Marcelo a 27 de Junho de 1552; muda para São Pancrácio a 29 de Novembro de 1553; até que por fim consegue obter o título de Santa Maria in Trastevere e a administração da respectiva diocese (a mais proveitosa de Roma) a 11 de Dezembro de 1553.
D. Miguel terá procedido a ampliações no Palazzo San Callisto (sua residência oficial enquanto Cardeal de Santa Maria Trastevere) e em 1549 comprou uma enorme propriedade à beira-Tibre, nos limites da cidade, à opulentíssima família Cesi. Dado o nível dos rendimentos e dos gastos do Cardeal e o seu contínuo ocupar de posições de destaque na Cúria Romana, carecem de fundamento as informações que lemos na correspondência dos embaixadores portugueses em Roma, que enviavam a D. João III notícias do desvalimento e dificuldades do Cardeal. Ademais, em 1547 D. Miguel havia renunciado ao episcopado de Viseu a favor do seu amigo pessoal e neto do Papa Paulo III, o Cardeal Alexandre Farnese. Ora os indícios apontam para uma manobra de contentar do Rei português, continuando os rendimentos da diocese de Viseu, com toda a probabilidade, a ser encaminhados para D. Miguel.

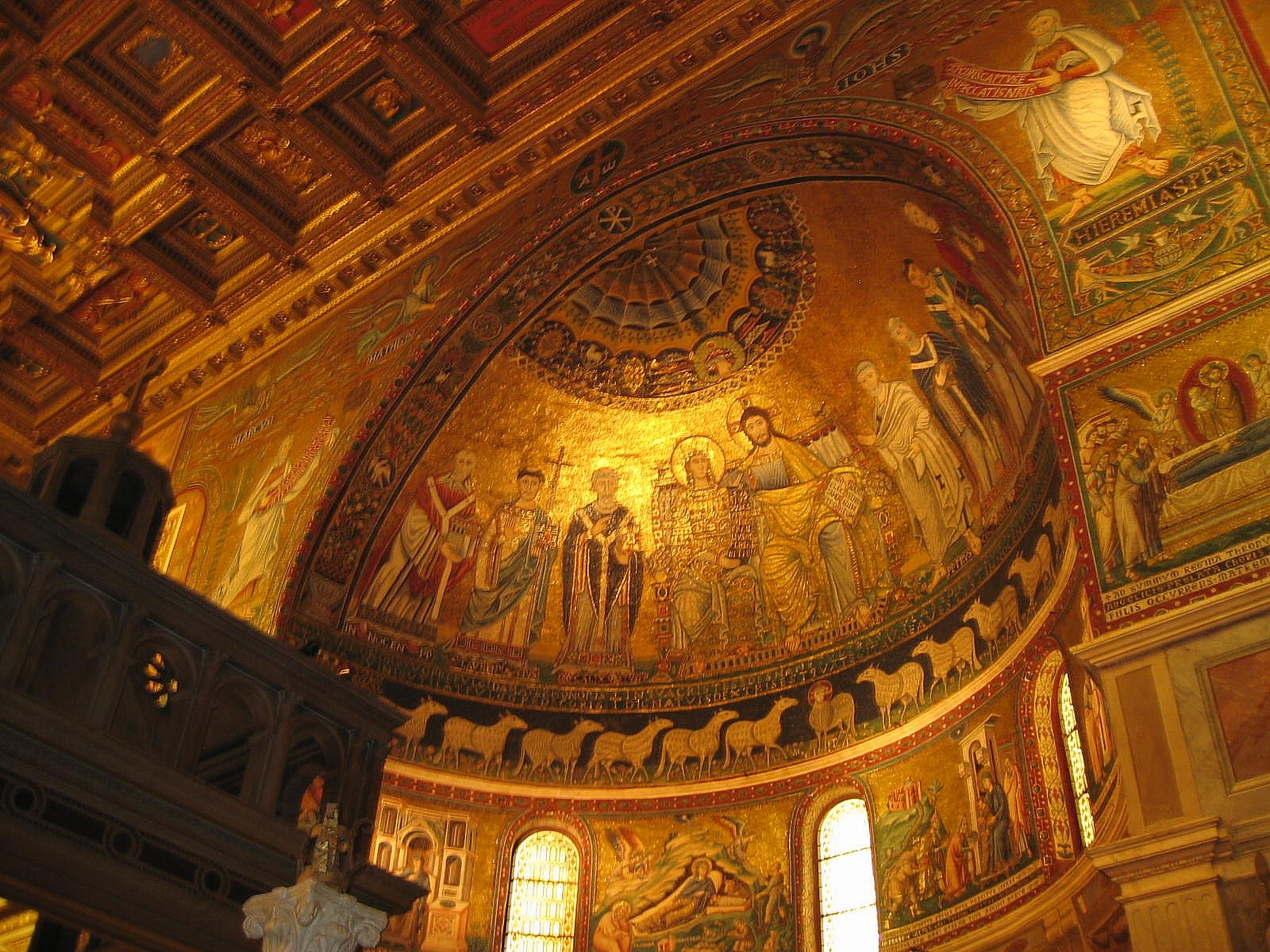
Detalhe da Igreja de Santa Maria in Trastevere, onde jaz o Cardeal D. Miguel da Silva

### Últimos anos e morte
Em 1553 o Papa Júlio III ainda intercedia junto de D. João III para que se reconciliasse com D. Miguel, que já septuagenário se aproximava do fim da vida. Pela correspondência diplomática parece que o sobrinho do rei e embaixador em Roma D. Afonso de Lencastre era favorável a esta ideia. Persistiu o rei na sua obstinação respondendo meses depois que não conhecia ninguém por esse nome. Já a 12 de Junho de 1548, o núncio apostólico em Lisboa, Giovanni Ricci de Montepulciano, escrevia ao Cardeal Farnese:
| “ | l'odio del re verso il cardinale de Silva è più chaldo hoggi che fusse mai | ” |

D. Miguel parece ter sofrido horrivelmente de reumatismo nos últimos anos da sua vida, tendo de ser amparado para qualquer deslocação. No entanto, participou nos dois Conclaves de 1555: o de Abril, que elegeu o Papa Marcelo II e o de Maio, que elegeu o Papa Paulo IV. Acabou por falecer na sua residência de São Calixto a 5 de Junho de 1556. Jaz no pórtico da Igreja de Santa Maria in Trastevere.

### Livros
- BEDINI, S.A. The Pope's Elephant. Manchester, Carcanet Press, 1997. ISBN 1–85754–277–0.
- FREIRE, A. Braamcamp. Brasões da Sala de Sintra. 2.ª edição. Lisboa, Imprensa Nacional Casa da Moeda, 1973
- GAYO, Felgueiras. Nobiliário das Famílias de Portugal. 2.ª Edição. Braga, Carvalhos de Basto, 1989
- GÓIS, Damião de, Crónica do Felicíssimo Rei D. Manuel (conforme original de 1566). Coimbra, Universidade de Coimbra, 1954.
- PAIVA, J.P. Os Bispos de Portugal e do Império 1495–1777. Coimbra, Universidade de Coimbra, 2006.
- PEREIRA, E; RODRIGUES, G. Dicionário Histórico, Corográfico, Heráldico, Biográfico, Bibliográfico, Numismático e Artístico. Lisboa, João Romano Torres, 1904
- SILVA, L.A.Rebello da. Corpo Diplomático Português. Lisboa, Academia Real das Ciências, 1862.
- SOUSA, A.C. História Genealógica da Casa Real Portuguesa. 2.ª edição. Coimbra, Atlântida Editora, 1946

### Periódicos
- BUESCU, A.I.(2010) D. João III e D. Miguel da Silva, bispo de Viseu: novas razões para um ódio velho. in Revista de História da Sociedade e Cultura. Tomo I (10). pg.141-168. ISSN 1645–2259
- CASTRO, J.(1945) O Cardeal de Viseu. in Beira Alta. Volume IV, fascículo IV.